# Stagmatoptera septentrionalis
Stagmatoptera septentrionalis es una especie de mantis de la familia Mantidae.

## Distribución geográfica
Se encuentra en Brasil, Guyana, Colombia, Panamá, Paraguay, Venezuela y Trinidad y Tobago.